# 타조알

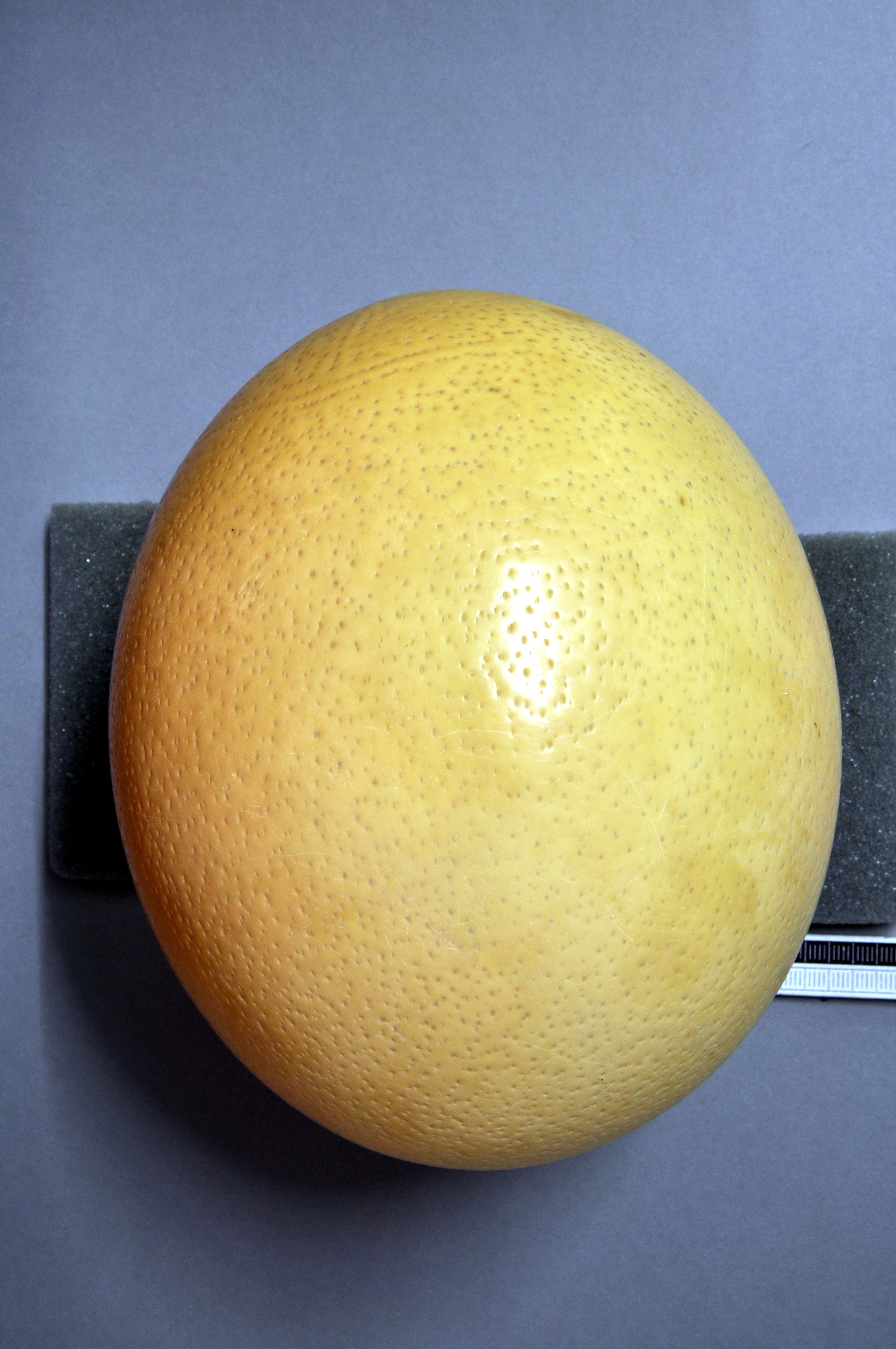
타조알

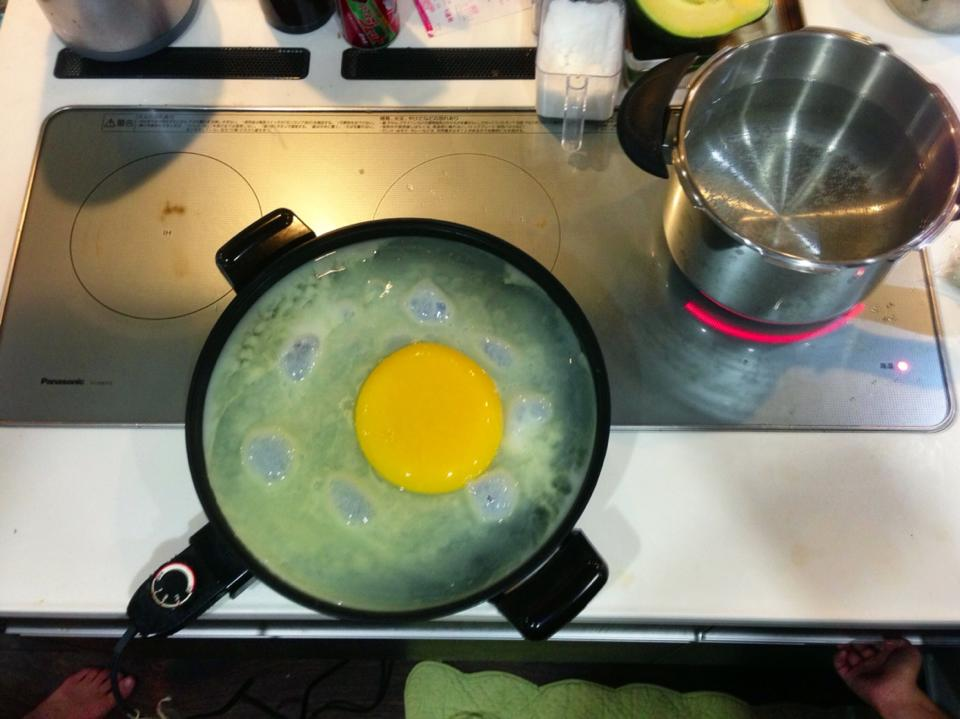
타조알 프라이

타조알은 타조의 알이다. 달걀 30개 정도의 분량에 해당한다. 현존하는 새의 알중에 제일 크다. 가격이 비싸고 구매 단위가 커서 가족이나 단체가 특별한 날에 먹는 고급 음식으로 쓰인다.

## 생물학
암컷 일반 타조는 깊이가 30~60cm(12~24인치)이고 너비가 3m(9.8피트)인 단순한 구덩이인 단일 공동 둥지에 수정란을 낳으며 수컷이 땅을 긁어낸다. 우세한 암컷은 먼저 알을 낳고, 부화를 위해 알을 덮어야 할 때가 되면 약한 암컷에게서 여분의 알을 버리고 대부분의 경우 약 20개 정도를 남긴다. 암컷 일반 타조는 자신의 알을 공동 둥지에 있는 다른 알과 구별할 수 있다. 타조 알은 모든 알 중에서 가장 크지만 실제로는 성체 크기에 비해 가장 작은 알이다. 평균 길이는 15cm(5.9인치), 너비는 13cm(5.1인치), 무게는 1.4kg이다. 3.1파운드), 닭알 무게의 20배가 넘고, 크기는 암컷 알의 1~4%에 불과하다. 광택이 나는 크림색이며 두꺼운 껍질에 작은 구멍이 있다.
알은 낮에는 암컷이, 밤에는 수컷이 품는다. 이것은 칙칙한 암컷이 모래와 섞이는 반면 흑인 수컷은 밤에 거의 감지되지 않기 때문에 둥지의 탐지를 피하기 위해 두 성별의 착색을 사용한다. 잠복기는 35~45일로 다른 쥐에 비해 다소 짧은 편이다. 이는 포식률이 높기 때문에 그런 것으로 여겨진다. 일반적으로 수컷은 부화된 새끼를 보호하고 먹이를 주는 방법을 가르치지만, 수컷과 암컷은 병아리를 키우는 데 협력한다. 9주 동안 산란하고 부화하는 기간 동안 살아남는 둥지는 10% 미만이며, 살아남은 새끼 중에서 1년까지 살아남는 새끼는 15%에 불과하다.
타조가 위험을 피하기 위해 머리를 모래에 묻었다는 신화의 가능한 기원은 타조가 둥지 대신 모래에 있는 구멍에 알을 보관하고 부화하는 동안 부리를 사용하여 알을 회전시켜야 한다는 사실에 있다. 구멍을 파고, 알을 낳고, 회전시키는 것은 모래에 머리를 묻으려는 시도로 오해될 수 있다.

## 인간에 의한 이용
이집트 테베에 있는 하렘합의 무덤은 대략 기원전 1420년으로 추정되며, 한 남자가 타조 알과 펠리칸의 알로 추정되는 다른 큰 알이 담긴 그릇을 제물로 들고 다니는 모습을 보여준다.
타조 알껍질은 기원전 4천년 전부터 북아프리카에서 용기로 사용되었고, 3천년 전부터 우르 왕립묘지에서 사용되었다. 고대 포에니 문명의 첫 번째 천년부터 컵과 그릇으로 사용하기 위해 그려진 기하학적 디자인으로 장식된 타조 알의 예가 많이 있다. 이들은 카르타고, 사르디니아, 시칠리아, 이베리아 반도 및 이비자에서 발견되었다. 타조알을 용기로 사용하는 전통(때때로 장식하기도 함)은 산족 사이에서 현재까지 이어지고 있다.
중세 시대에는 에티오피아의 타조 알이 홍해의 바히(Bāḍiʿ) 항구를 통해 수출되었다. 유럽의 르네상스 시대(서기 15~16세기)에는 타조 알이 은으로 된 잔으로 장식되어 골동품 캐비닛에 전시되었다. 장식된 달걀은 그 상징성에 대해 논란이 있기는 하지만 계속해서 동방 정교회에 널리 전시되고 있다. 욥기 39장 13~17절에 따르면 타조는 모래 속에 알을 낳고 잊어버리기 때문에 오로지 태양에 의해서만 부화된다는 점에서 동정녀 탄생을 상징할 수 있다. 이러한 의미는 피에로 델라 프란체스카(Piero della Francesca)의 브레라 마돈나(Brera Madonna) 그림에서 성모 마리아 위에 매달려 있는 알 뒤에 숨어 있을 수 있다.
2020년 대영 박물관에서 장식된 타조 알에 대한 연구에 따르면, 그 알의 공급, 생산 및 거래 방법은 이전에 상상했던 것보다 더 복잡했다. 동위원소 분석에 따르면 동일한 고고학 유적지의 알이 다른 장소에서 유래한 것으로 나타났다. 연구에 따르면 포획된 새가 알을 낳은 것이 아니라 거의 모든 것이 야생에서 수집되었을 가능성이 높다. 잠재적으로 위험한 사업.
오늘날 타조알은 특별한 명품 식품이 되었다.